# SR-48692
SR-48692 je lek koji je selektivni, nepeptidni antagonist neurotenzinskog receptora . On je bio prvi nepeptidni antagonist razvijen za ovaj receptor. SR-48692 se koristi u naučnim istraživanjima za izučavanje interakcija između neurotenzina i drugih neurotransmitera u mozgu. On proizvodi anksiolitske, antiadiktivne i efekte ograničavanja memorije u životinjskim studijama.

## Spoljašnje veze
|  | Molimo Vas, obratite pažnju na važno upozorenje u vezi sa temama iz oblasti medicine (zdravlja). |